# Destin Dupuy
Pour les articles homonymes, voir Dupuy.
Destin Dupuy, né le 15 octobre 1848 à Bosmont  et mort le 8 janvier 1907 à Vervins (Aisne), est un homme politique français.

## Biographie
Médecin, maire de Vervins et conseiller général, il est député de l'Aisne de 1885 à 1889, inscrit au groupe de la Gauche radicale.

## Sources
- « Destin Dupuy », dans Adolphe Robert et Gaston Cougny, Dictionnaire des parlementaires français, Edgar Bourloton, 1889-1891 [détail de l’édition]